# Elyria (Ohio)
Elyria es una ciudad ubicada en el condado de Lorain en el estado estadounidense de Ohio. En el Censo de 2010 tenía una población de 54533 habitantes y una densidad poblacional de 1.010,09 personas por km².

## Geografía
Elyria se encuentra ubicada en las coordenadas 41°22′25″N 82°6′29″O / 41.37361, -82.10806. Según la Oficina del Censo de los Estados Unidos, Elyria tiene una superficie total de 53.99 km², de la cual 53.28 km² corresponden a tierra firme y (1.31%) 0.71 km² es agua.

## Demografía
Según el censo de 2010, había 54533 personas residiendo en Elyria. La densidad de población era de 1.010,09 hab./km². De los 54533 habitantes, Elyria estaba compuesto por el 78.12% blancos, el 15.48% eran afroamericanos, el 0.3% eran amerindios, el 0.8% eran asiáticos, el 0.01% eran isleños del Pacífico, el 1.17% eran de otras razas y el 4.13% pertenecían a dos o más razas. Del total de la población el 4.86% eran hispanos o latinos de cualquier raza.